# Apoštolská penitenciárie
Apoštolská penitenciárie je jeden ze tří tribunálů Římské kurie. Je především tribunálem milosrdenství, který rozhoduje otázky týkající se odpuštění hříchů v římskokatolické církvi. Podle konstituce Pastor Bonus „Kompetence Apoštolské penitenciárie se vztahuje na to, co se týká vnitřního oboru a odpustků. Pro vnitřní obor, ať již svátostný nebo nesvátostný, poskytuje absoluce, dispense, přeměny, sanace, odpuštění a jiné milosti. Stará se o to, aby byl v patriarchálních bazilikách města Říma k dispozici dostatečný počet penitenciářů, kteří jsou vybaveni potřebnými oprávněními. Témuž dikasteriu je svěřeno vše to, co se týká poskytování a využití odpustků, při zachování práva Kongregace pro nauku víry sledovat vše, co se týká dogmatické nauky o nich.“

## Vedení tribunálu
V čele tribunálu stojí hlavní penitenciář (Svatého stolce), kterým byl do roku 2013 kardinál Manuel Monteiro de Castro, od té doby je jím kardinál Mauro Piacenza. Hlavní penitenciář je titulární biskup a obvykle i kardinál. Jeho úkolem je (mimo řízení tribunálu) například vykonávat předepsané modlitby za umírajícího papeže. Je jedním z mála vysokých hodnostářů Svatého stolce, který neztrácí úřad v období sedisvakance na papežském trůně. Z řad dalších úředníků tribunálu ještě vystupuje regent (jako muž číslo 2), kterým byl do r. 2012 biskup Gianfranco Girotti, od té doby jím je mons. Krzysztof Nykiel.
Pravomoce tribunálu se vztahují na tzv. forum internum (tj. oblast svědomí) a jeho hlavním úkolem je rozhodovat o těch odvoláních či zproštěních církevních trestů a cenzur, kteréžto podle kanonického práva spadají do gesce Svatého stolce, dispenzovat od těch překážek udělení svátostí, jejichž prominutí je vymezeno Svatému stolci, a vydávat a kontrolovat odpustky.